# トノサマバッタ
トノサマバッタ（殿様飛蝗、学名：Locusta migratoria）は、バッタ目バッタ科トノサマバッタ属に分類される昆虫の一種。ダイミョウバッタ（大名飛蝗）とも呼ばれる。

## 分布
旧北区（ユーラシア大陸北部）やアフリカ、日本に分布する。
日本では全土に分布する。長崎県の対馬にいる個体群が、長崎県のレッドリストで「トノサマバッタ対馬個体群」（LP）の指定を受けている。

## 形態

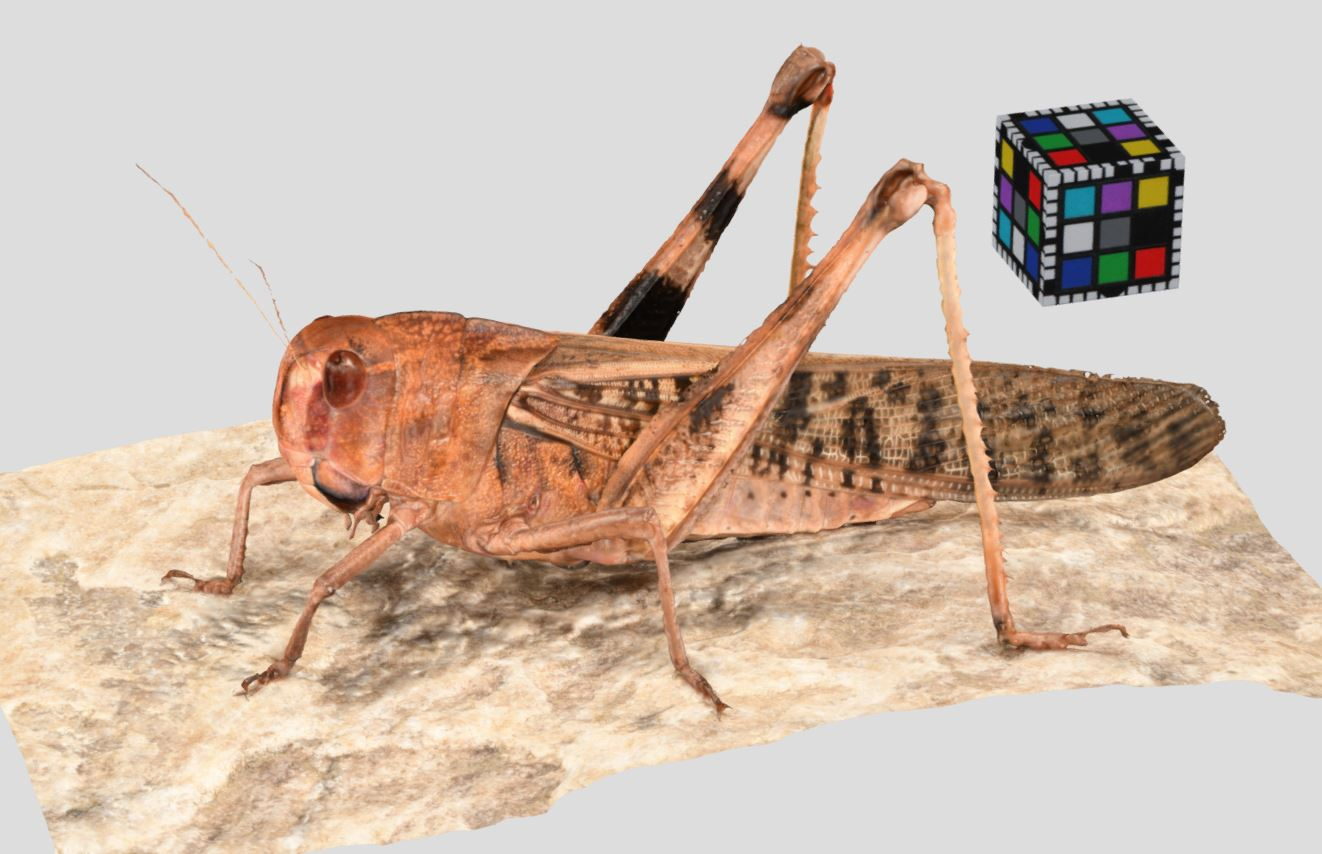
トノサマバッタ（褐色型・メス・福岡市）の3D・VRモデル

体長は35-65mmの大型のバッタで、オスよりメスの方が大きい。前翅には茶色と白色のまだら模様があり、後翅はクルマバッタやクルマバッタモドキなどとは違って模様が無い。個体によって色に差があり、緑色型と褐色型の2つのタイプがある。
また、密度が高い環境で育ったものを群生相（集団相）と呼び、逆に密度が低い環境で育ったものを孤独相（単独相）と呼ぶ。この2つのタイプにも能力や身体に差異が生じるが、群生相については後述を参照。一般的によく見られるのは孤独相である。

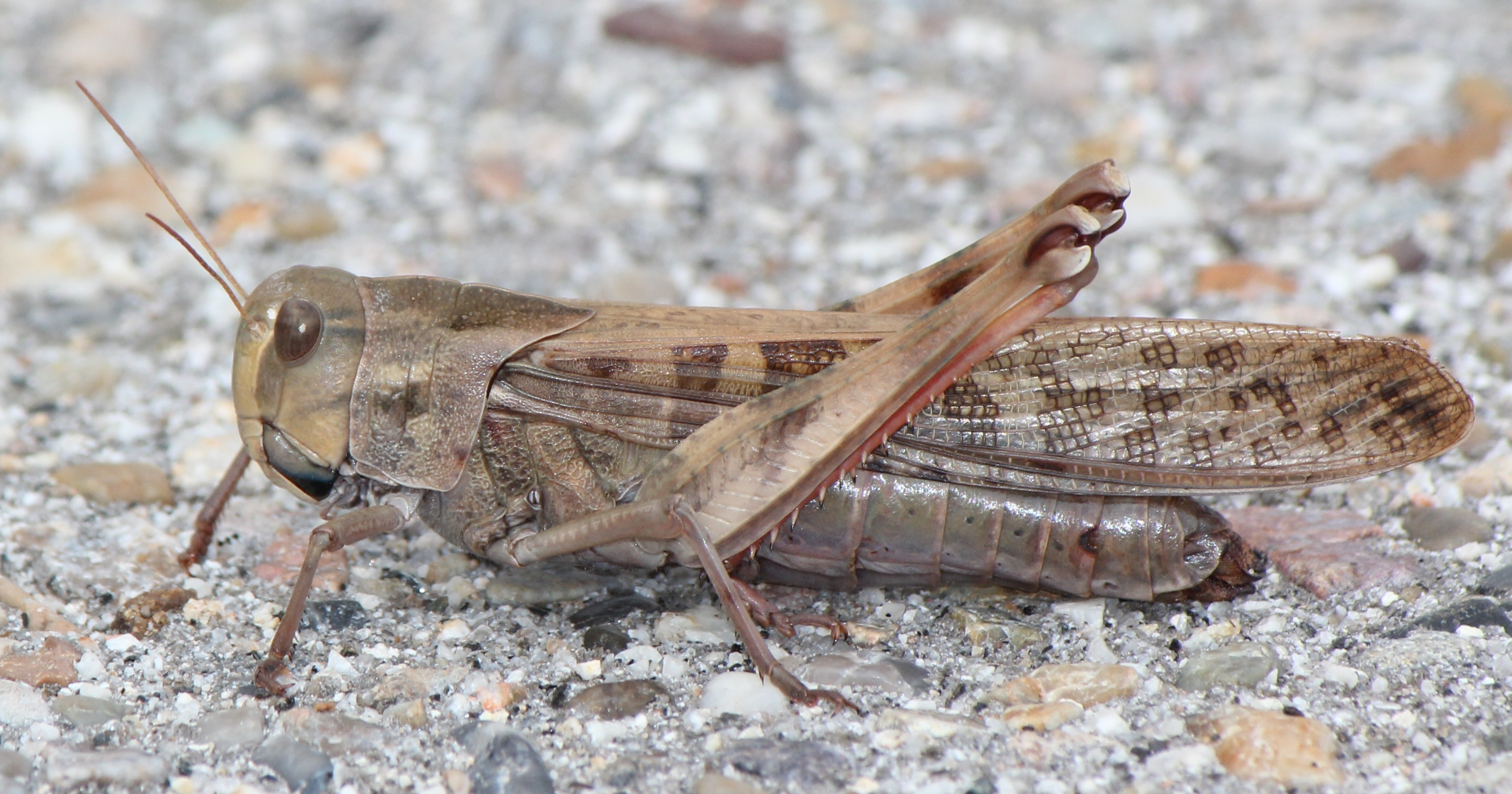
褐色型の個体
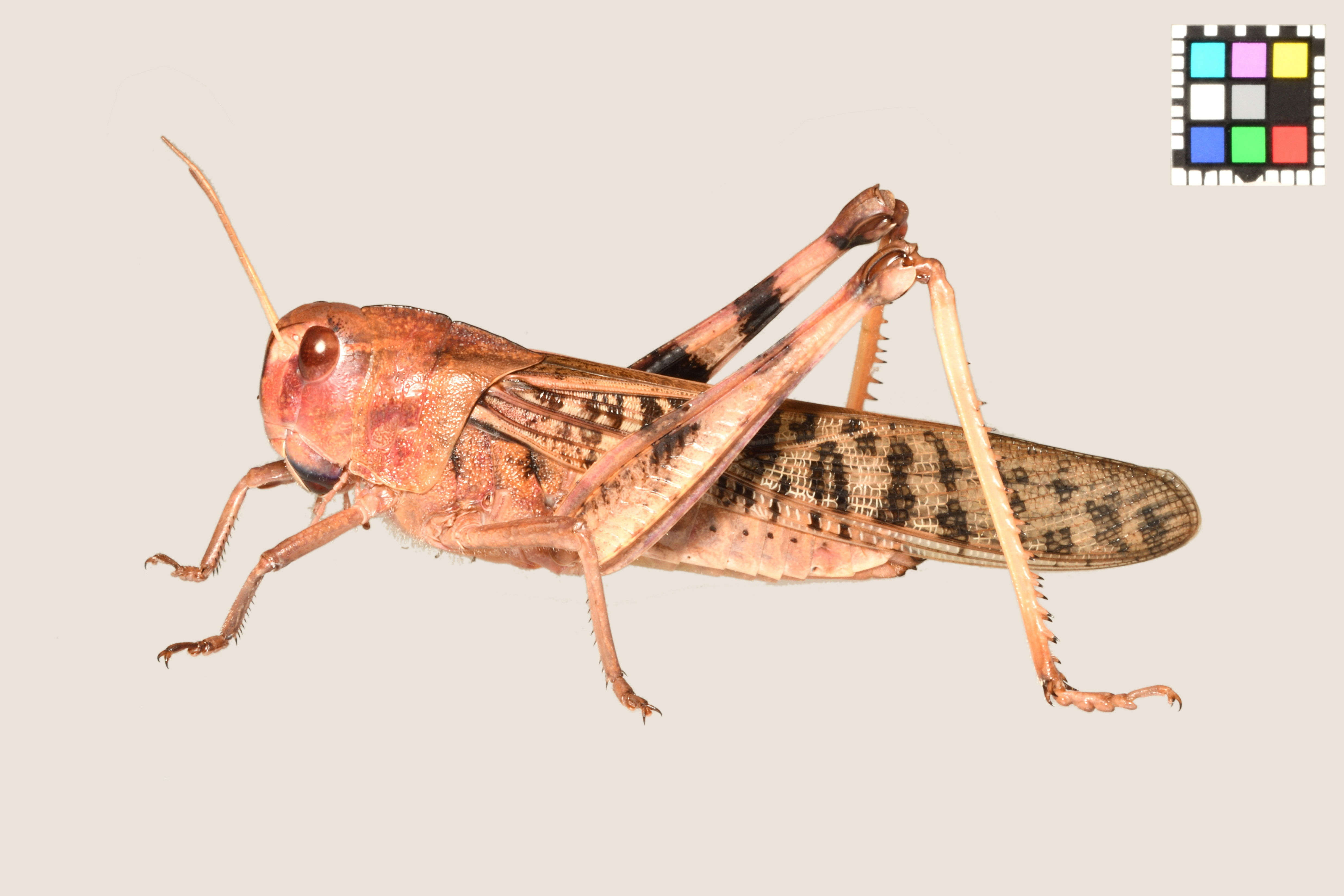
褐色型メス、福岡市。成虫になりたてのためか、やや色が淡い。

## 生態
平地〜低山地の日当たりのよいイネ科植物の多い草原に生息する。草があまり密集せずまばらであるか、丈がそれほど高くない所に多い。
日本の場合「草原」と呼べる地帯は激減を続けており、実質的に平地の広大な草原は河川敷くらいしかないため、トノサマバッタの生息地も河川敷である場合が多い。
食物はイネ科の草本の葉であるが、昆虫の死骸などもしばしば食べ、脱皮中で動けない同種個体を襲って食べてしまう共食いも少なくない。

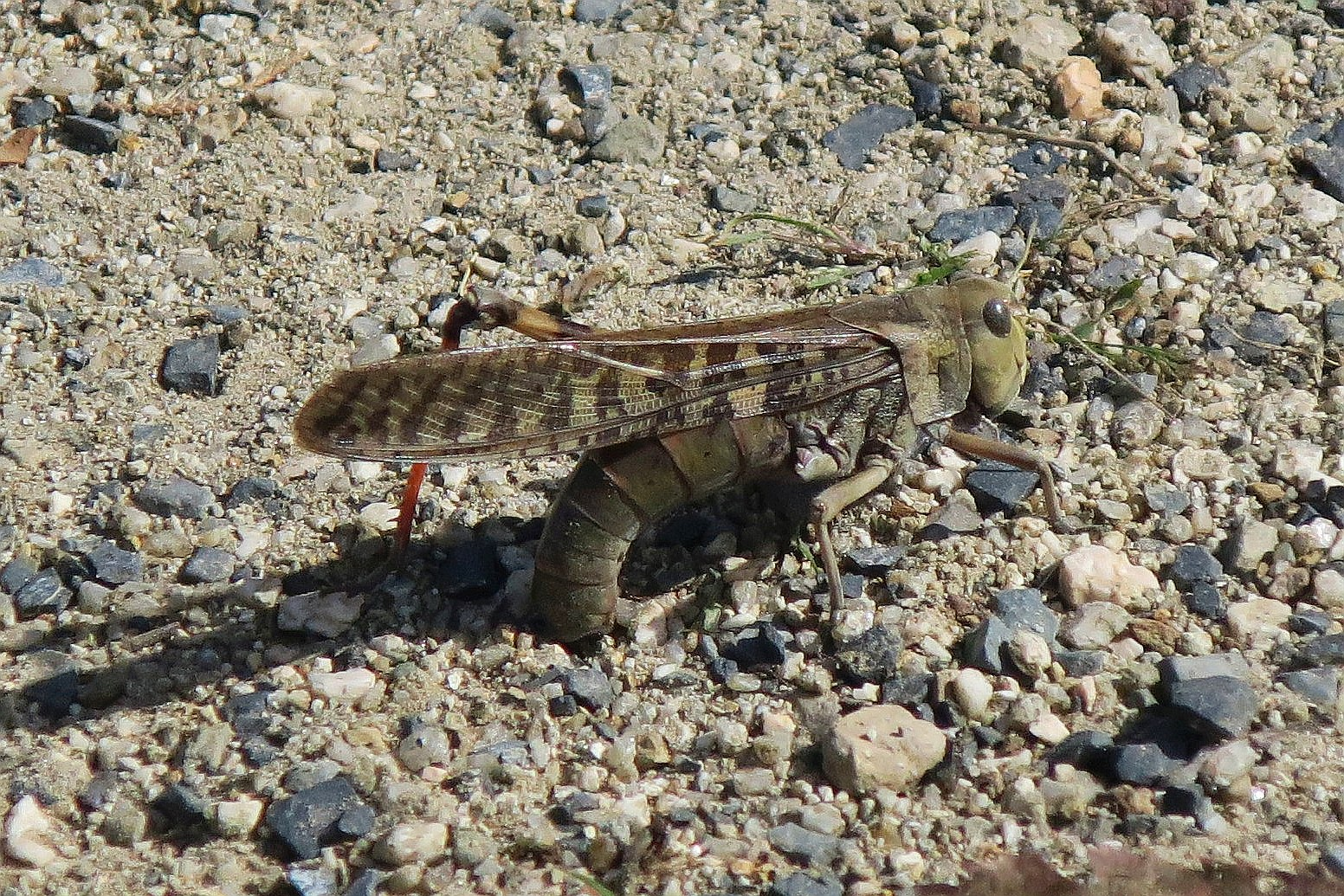
産卵

トノサマバッタのオスは後脚と翅を擦り合わせて発音するが、メスへの求愛にも用いる。メスは腹部を下方に折り曲げて土中に挿し込み、多数の卵が含まれたスポンジ状の卵塊を産み付ける。年に2回産卵し、一化目のメスが夏の始めに産む卵は1ヵ月程度で孵化するが、二化目が秋に産む卵は越冬して翌年春になってから孵化する。
単子葉植物であれば非常に多くの種類を食草にできる。多摩動物公園では草食動物用に大量にストックされているトウモロコシの葉及び近縁な牧草ソルガムを与えている。それらの若い葉は食べようとせず、トノサマバッタにとっての何らかの忌避物質が含まれているとみられる。
警戒心がやや強く、成虫は外敵や人が近付くと、地面を跳ねて飛んだ後に、長めの翅を拡げて、長い距離では十数メートル程も飛翔して再び草の中に溶け込んで身を守るようにする。強い筋力による翅の力による飛翔力は強く、一度飛び立たれると、ジグザグに飛翔して狙いを付けられないようにするので、近づくのも捕まえるのも難しい。メスより体が小さく軽いオスの方が飛翔能力が高い。
天敵はスズメバチやカマキリ、キリギリスなどの肉食性昆虫と、クモやムカデなどの肉食性節足動物、ヒキガエルやトノサマガエルなどの両生類、ヘビやトカゲなどの爬虫類、モズやチョウゲンボウなどの鳥類、キツネやタヌキなどの哺乳類。そしてエントモフトラ属（ハエカビ属・ハエカビ目）のカビ（菌類）である。

### 群生相
中央アジアやアフリカなどで群生相が発生すると大群をなして移動するようになり、飛蝗（ひこう）と呼ばれる。飛蝗は田畑の作物を襲って1日程で全滅させてしまうこともある。これを蝗害と呼ぶ。日本でも沖縄県などでこのバッタが飛蝗と化し、作物に大きな被害が出たことがあった。ある研究によると、近距離に4匹以上集まると、4-ビニルアニソール（4VA）という化合物を出し、周囲のバッタが集まり群れが形成されることが確認された。
- 群生相
- 群れ

特徴
- 食草の幅が広くなる
- 肉食性が強まる
- 気が荒く攻撃的になる
- 飛翔能力が高く、長距離移動に適している
- 前翅が長い
- 後翅が短い
- 後脚が短い

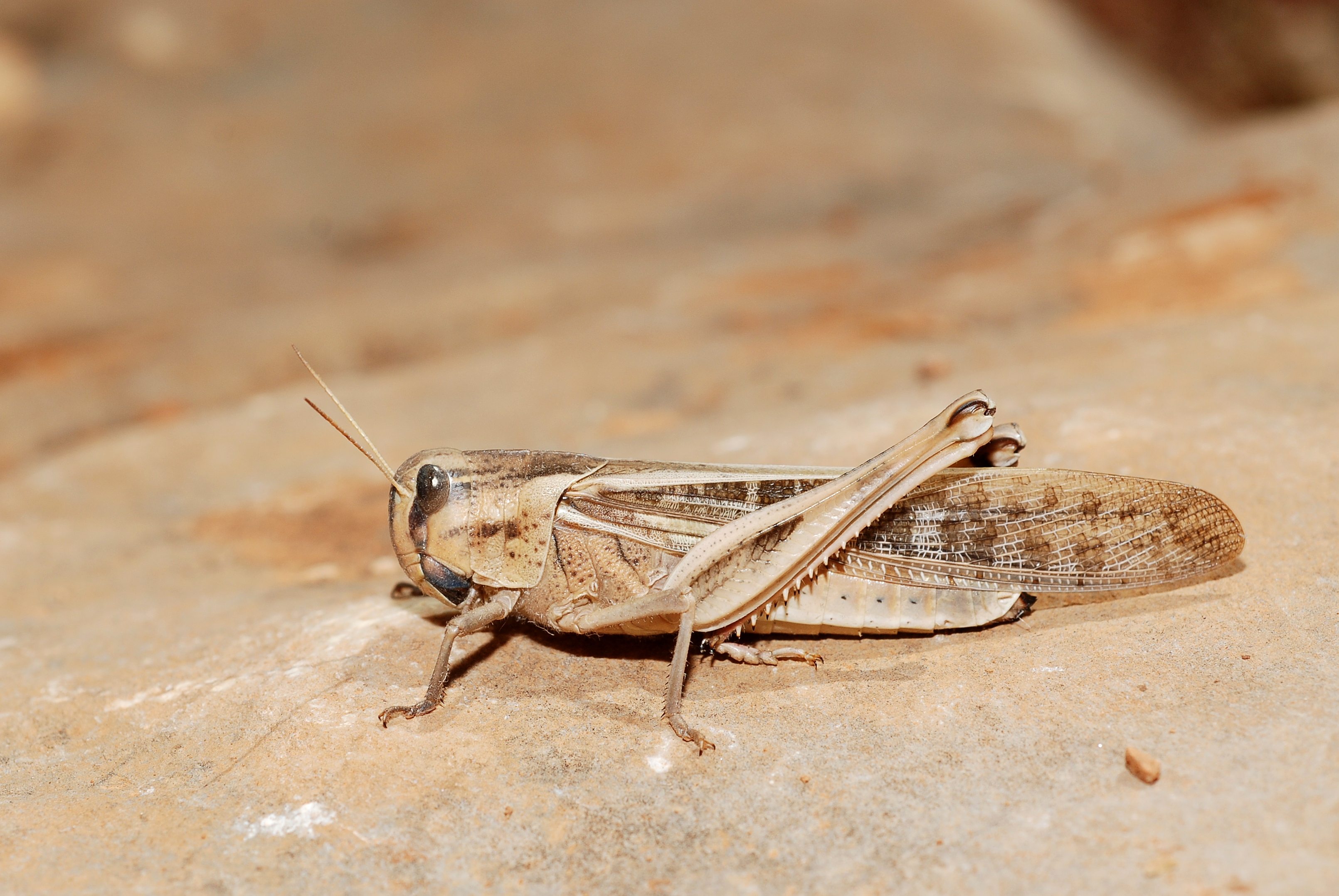
群生相
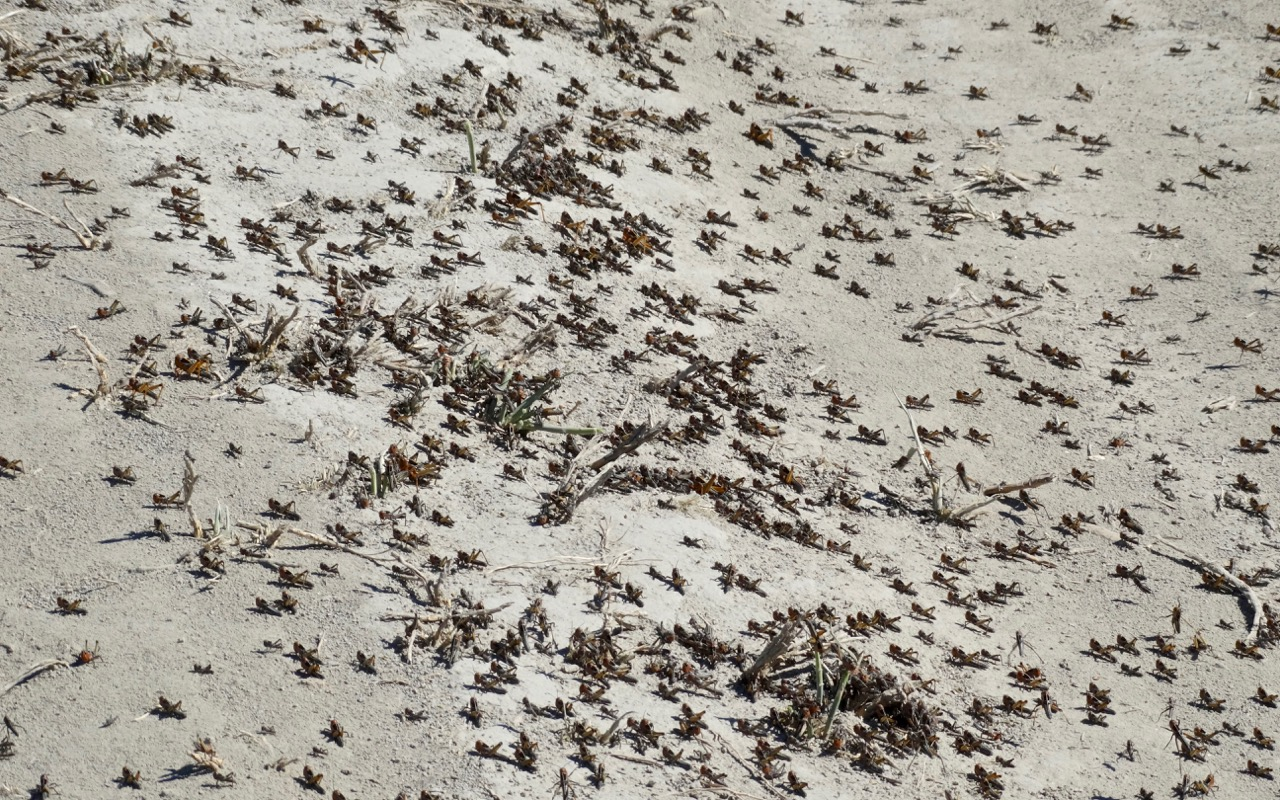
群れ

- 前胸背上縁が放物線を描かなくなり平らになる

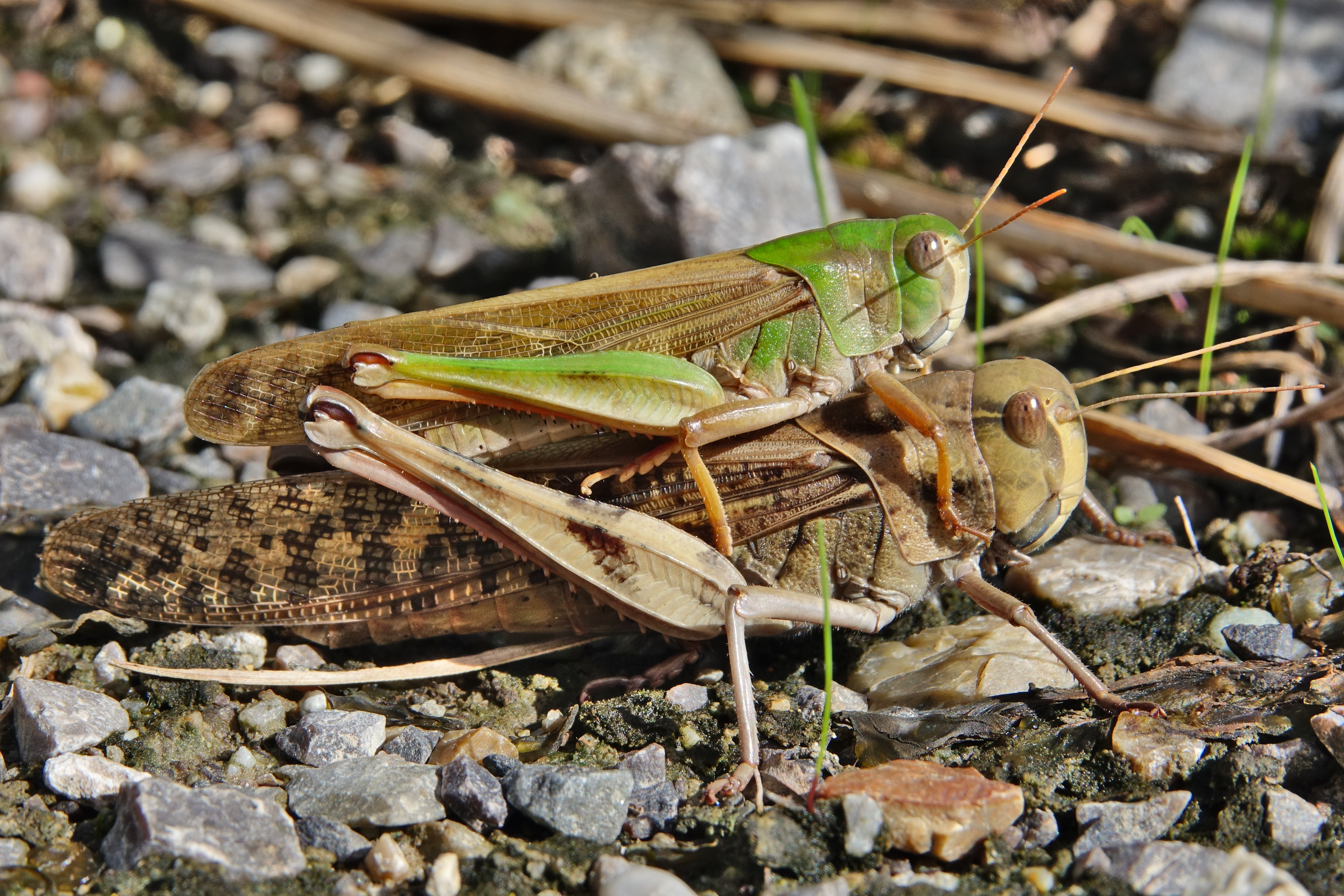
交尾（上がオス）

- 体色が黒っぽくなる
- 呼吸量が多い
- 脂肪含有率が高い
- 産卵数が少ない

近年、日本では下記の大発生が記録されている
- 1978年 栃木県南那須町
- 1986年 鹿児島県馬毛島
- 2005年 沖縄県伊平屋島
- 2007年 関西空港
- 2011年 沖縄県下地島

## バッタ釣り
トノサマバッタは素早く飛ぶために捕まえるのが難しい。しかし、枝や竿の先に糸を垂らし、その先に黒い棒状のようなものを巻き付けて潜んでいる場所に投げると、それをメスと錯覚したオスが近付いてきて、棒に飛び乗って交尾姿勢を採る性質があるので、この性質を利用して釣り上げて捕獲する独特の方法がある。オスの交尾行動を利用した獲り方なので、メスの捕獲には効果がない。